# Dagonville
Dagonville – miejscowość i gmina we Francji, w regionie Grand Est, w departamencie Moza.
Według danych na rok 1990 gminę zamieszkiwało 85 osób, a gęstość zaludnienia wynosiła 7 osób/km² (wśród 2335 gmin Lotaryngii Dagonville plasuje się na 960. miejscu pod względem liczby ludności, natomiast pod względem powierzchni na miejscu 470.).